# Cañada Real

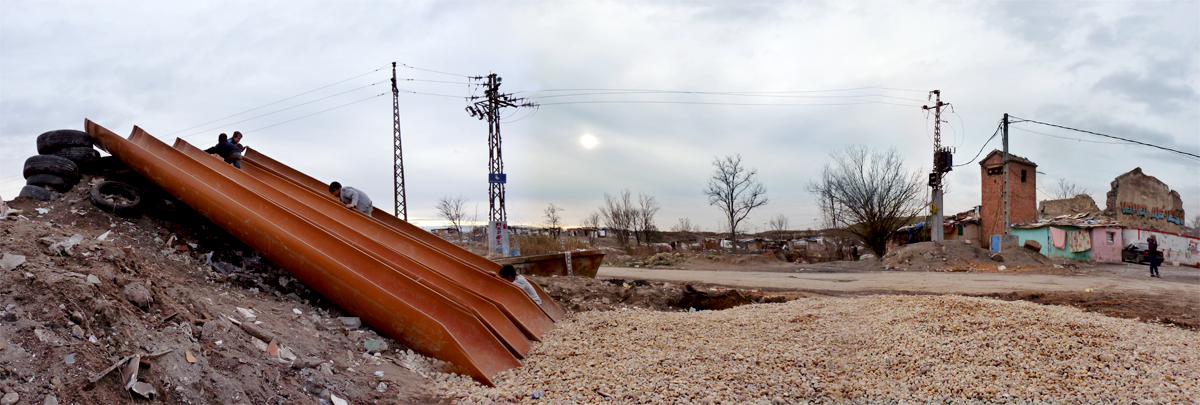
Rutschbanor i Cañada Real

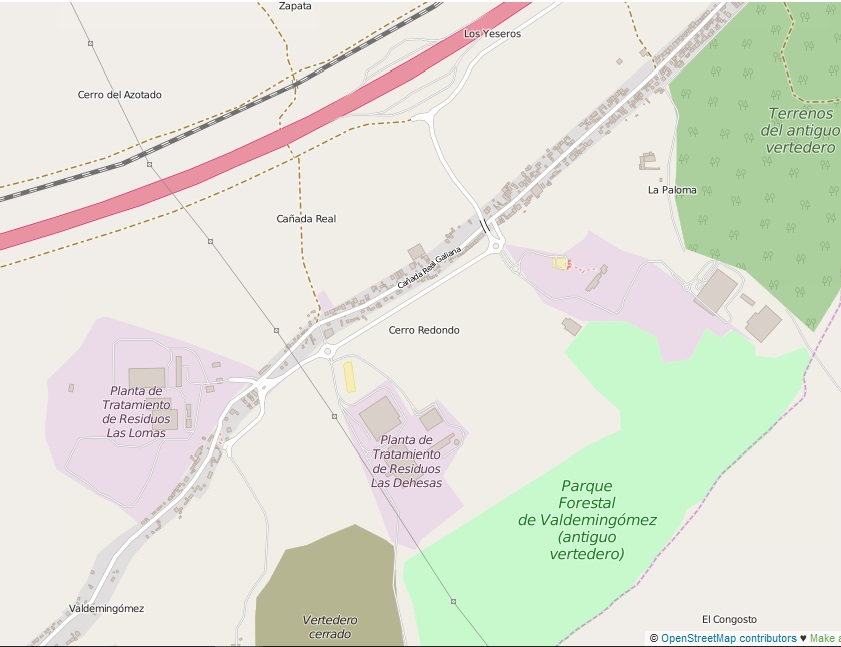
Avsnitt av Sektor 6 av Cañada Real

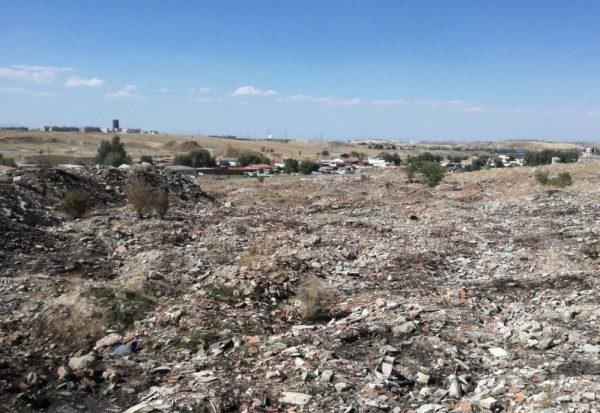
Ett av provinsen Madrids regionstyrelse röjt bostadsområde i Sektor 6, 2017

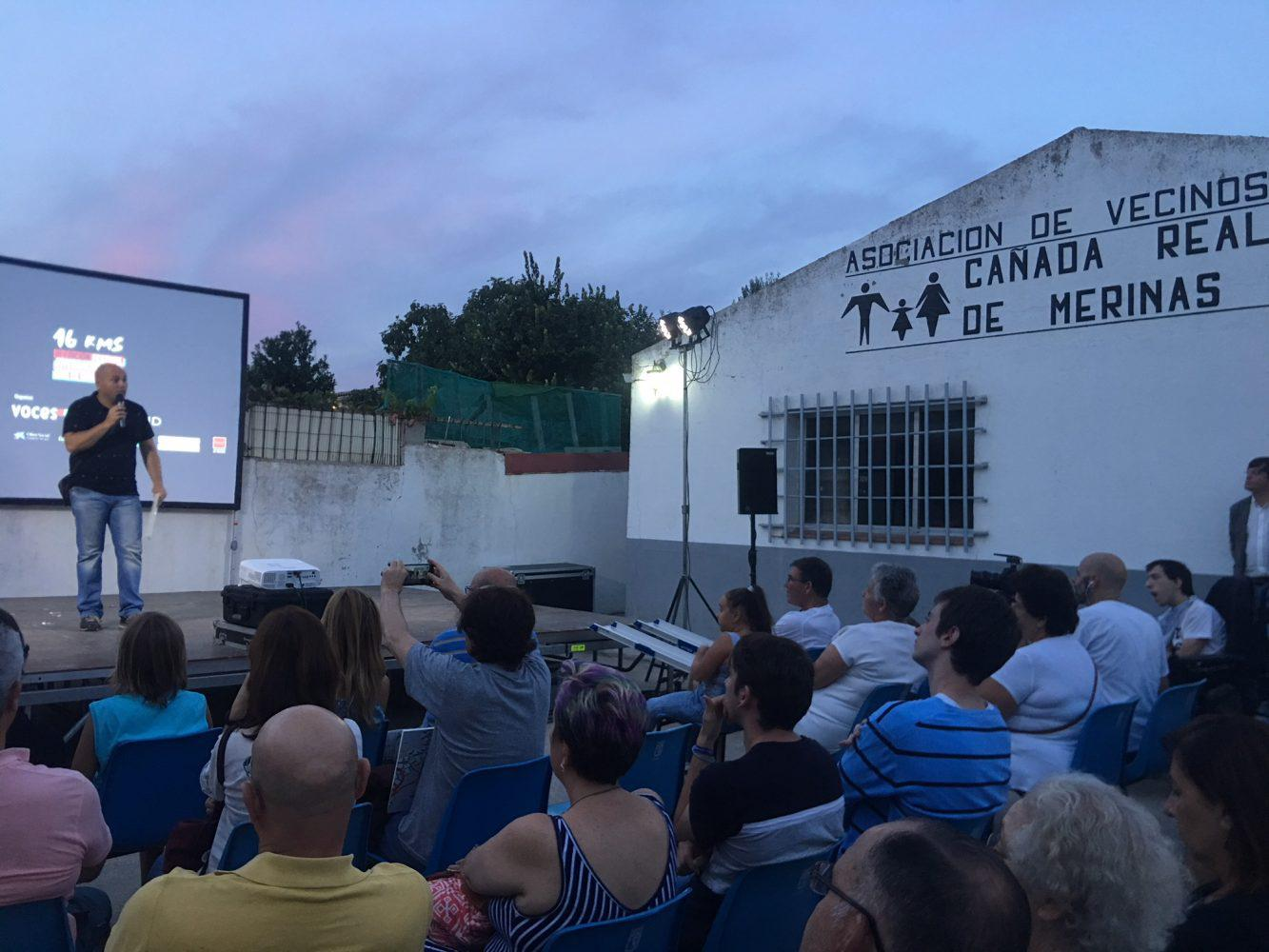
Festival 16 Kilómetros de la Cañada Real, september 2018

Cañada Real är ett stort kåkstadsområde sydost om Madrid i provinsen Madrid i Spanien. Det har sitt namn efter den gamla nord-sydgående boskapsdrivningsleden Cañada Real Galiana. Denna sedan medeltiden statligt ägda boskapsled går mellan Rioja och Ciudad Real i Kastilien-La Mancha och passerar öster om Madrid. Kåkstaden Cañada Real anses vara det största bostadsområdet med illegal bebyggelse i en europeisk stad. Cañada Real sträcker sig i ett smalt, uppemot 15 kilometer långt och 70 meter brett band utefter den gamla boskapsleden, huvudsakligen längs ringmotorvägen M-50, i kommunerna Coslada, Rivas-Vaciamadrid och Madrid. Slumkaraktären ökar efter hand söderut utmed leden, till som störst på de senast bebyggda sträckorna (sektorerna 5 och 6), och allra fattigast är det i sektor 6.
Cañada Real brukar delas upp i sex sektorer, från norr:
- Sektor 1 (1,4 kilometer från Calle de Santiago i Coslada fram till stadsgränsen till Madrid vid M-45). Denna del har den äldsta bebyggelsen. En informell bebyggelse påbörjades av inflyttad befolkning från den spanska landsorten under 1970-talet, men området ligger idag i staden Cosladas centrum. Utmed denna sträcka bodde 2017 499 personer. Många boende bor på mark som de köpt av staten, som äger alla boskapsleder. Sektor 1 har med tiden integrerats i staden Cosladas vanliga bebyggelse och försetts med infrastruktur i form av beläggning av leden till en gata, elektricitet och vatten.
- Sektor 2 (2,0 kilometer i Madrid) mellan M-45 och M-203, i Madrid är också förhållandevis välordnad och lika nr sektor 1, med både stora och små normalbyggda hus, som huvudsakligen bebos av spanjorer, inklusive många romer. Sektorn hade 2017 577 invånare.
- Sektor 3 (0,8 kilometer i Madrid och Rivas-Vaciamadrid) mellan M-203 och M-823. Området, som myndigheterna eftersträvar att helt demolera, har mer blandad bebyggelse, med delar med slumbebyggelse. Denna sträcka hade 2017 385 invånare.
- Sektor 4 (2,0 kilometer i Madrid och Rivas-Vaciamadrid) mellan M-823 och Camino de la Partija i Rivas-Vaciamadrid har en stor andel slumbebyggelse. Invånarantalet var 2017 1.268.
- Sektor 5 (1,7 kilometer i Madrid y Rivas Vaciamadrid) mellan Camino de la Partija och A-3 i Madrids kommun hade 2017 en befolkning på 1.601 invånare, huvudsakligen invandrare från Marocko.
- Sektor 6 (6,6 kilometer), den sista sträckan i Madrid, mellan A-3 och stadsgränsen till staden Getafe. Den största, senaste och fattigaste delen av Canada Real. Den första sträckan på omkring 1,5 kilometer längst i norr har sedan slutet av 2000-talet en utbredd droghandel och kriminalitet. Sträckan hade 2017 2.953 invånare.

Med drygt 8.000 invånare och 2.650 hus (2012) ansågs Cañada Real då vara den största kåkstaden i södra Europa. År 2017 var befolkningen 7.283 personer.
Slumstaden, speciellt de senare bebyggda delarnas, har många invånare som är romer samt immigranter från Marocko. En sträcka på en kilometer i den norra ändan av sektor 6 präglas av narkotikahandel.
Provinsen Madrid och de enskilda kommunerna, framför allt Madrid, har sedan senare delen av 2000-talet vid olika tillfällen verkat för att riva slumbebyggelsen, särskilt i sektorerna 3 och 6. Detta har skett utan erbjudande om ersättningsbostäder och mött motstånd.
Sedan 2016 har Cañada Real varit platsen för en årlig kulturfestival, El Festival Internacional de Cine 16 Kilómetros, som arrangeras av Fundación Voces.
Den spanska gatukonstnärsgruppen Boa Mistura, som sedan början av 2000-talet gör färgrika muralmålningar i slumområden runt om i världen, målade sommaren 2018 52 murar i Cañada Real.
I södra ändan av sektor 5 uppfördes 2018–2019 medborgarhuset Centro sociocomunitario Cañada Real Galiana.